# Liu Ta-Chung

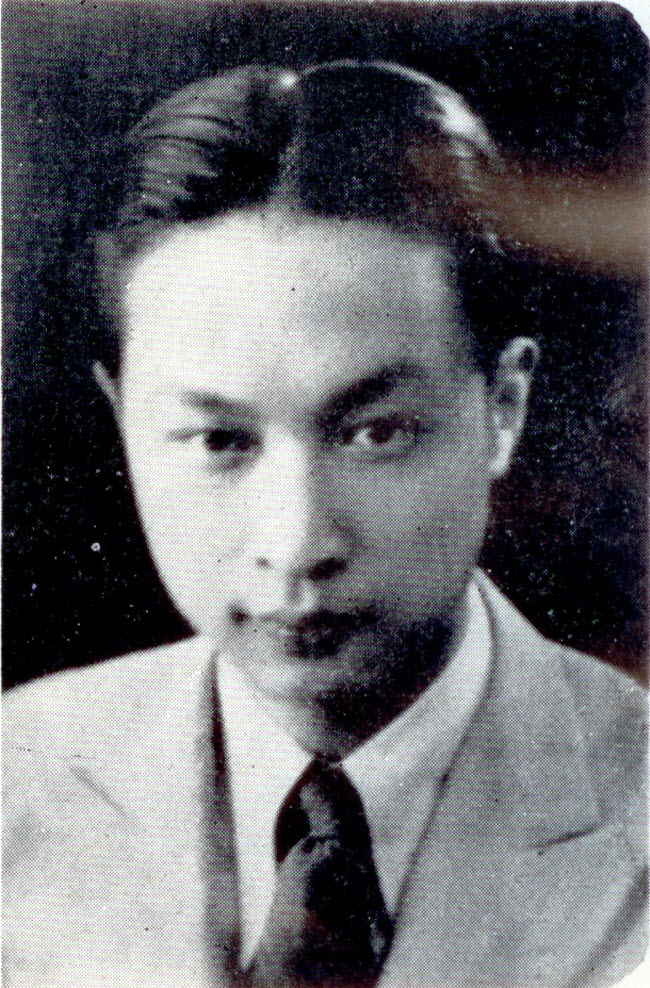
Liu Ta-Chung als Student, vor 1936.

Liu Ta-Chung (chinesisch 劉大中 / 刘大中, Pinyin Liú Dàzhōng, W.-G. Liu Ta-Chung, in westlichen Publikationen Ta-Chung Liu; * 27. Oktober 1914 in Peking; † 14. August 1975 in Ithaca, New York) war ein nationalchinesischer Wirtschaftswissenschaftler.

## Leben
Liu studierte zunächst Bauingenieurswesen in Peking, anschließend Eisenbahningenieurswesen an der Cornell University und schloss sein Studium 1936 bzw. 1937 ab. Er wandte sich dann der Volkswirtschaftslehre zu, wo er 1940 mit dem Thema A Study in the Theory of Planning by the Individual Firm Under Dynamic Conditions bei Donald Englisch promoviert wurde. Nach einem Jahr Forschungstätigkeit an der Brookings Institution war er als Berater bei der chinesischen Botschaft in Washington, D.C. beschäftigt. 1944 war er in dieser Position als Mitglied der chinesischen Delegation Teilnehmer an der Konferenz von Bretton Woods. 1947 wurde er Professor für Volkswirtschaft an der Tsinghua-Universität in Peking, musste aber bereits im Jahr darauf China aufgrund des Bürgerkriegs wieder verlassen. Zurück in den USA, war er zunächst für den internationalen Währungsfonds und an der Johns Hopkins University tätig, bevor er ab 1958 wieder an der Cornell University lehrte. Neben seiner universitären Forschung arbeitete er auch als Berater für die RAND Corporation und die nationalchinesische Regierung auf Taiwan.
1975 wurde bei ihm Darmkrebs diagnostiziert, woraufhin er und seine Frau sich selbst töteten.
Liu war vielfältig aktiv, in erster Linie beschäftigte er sich mit volkswirtschaftlicher Gesamtrechnung und Ökonometrie. Er gehörte zu den ersten Ökonomen, die volkswirtschaftliche Gesamtrechnungen sowohl für die Republik China der Zwischenkriegszeit als auch für die Volksrepublik China erstellten. Er war maßgeblich an der Verbesserung ökonometrischer Modelle für die US-Wirtschaft beteiligt, publizierte aber ebenso über die wirtschaftliche Entwicklung im kommunistischen China wie auch zu Produktionsfunktionen. Daneben beschäftigte er sich mit wirtschaftspolitischen Themen, speziell Währungs- und Handelspolitik, zu denen er als Berater für die nationalchinesischen Regierung tätig war.